# Monte Chenaillet
Il monte Chenaillet è una montagna di 2.650 m s.l.m. d'altitudine, situato sul versante sud del colle del Monginevro e fa parte delle Alpi Cozie nella sottosezione Alpi del Monginevro.

## Geografia

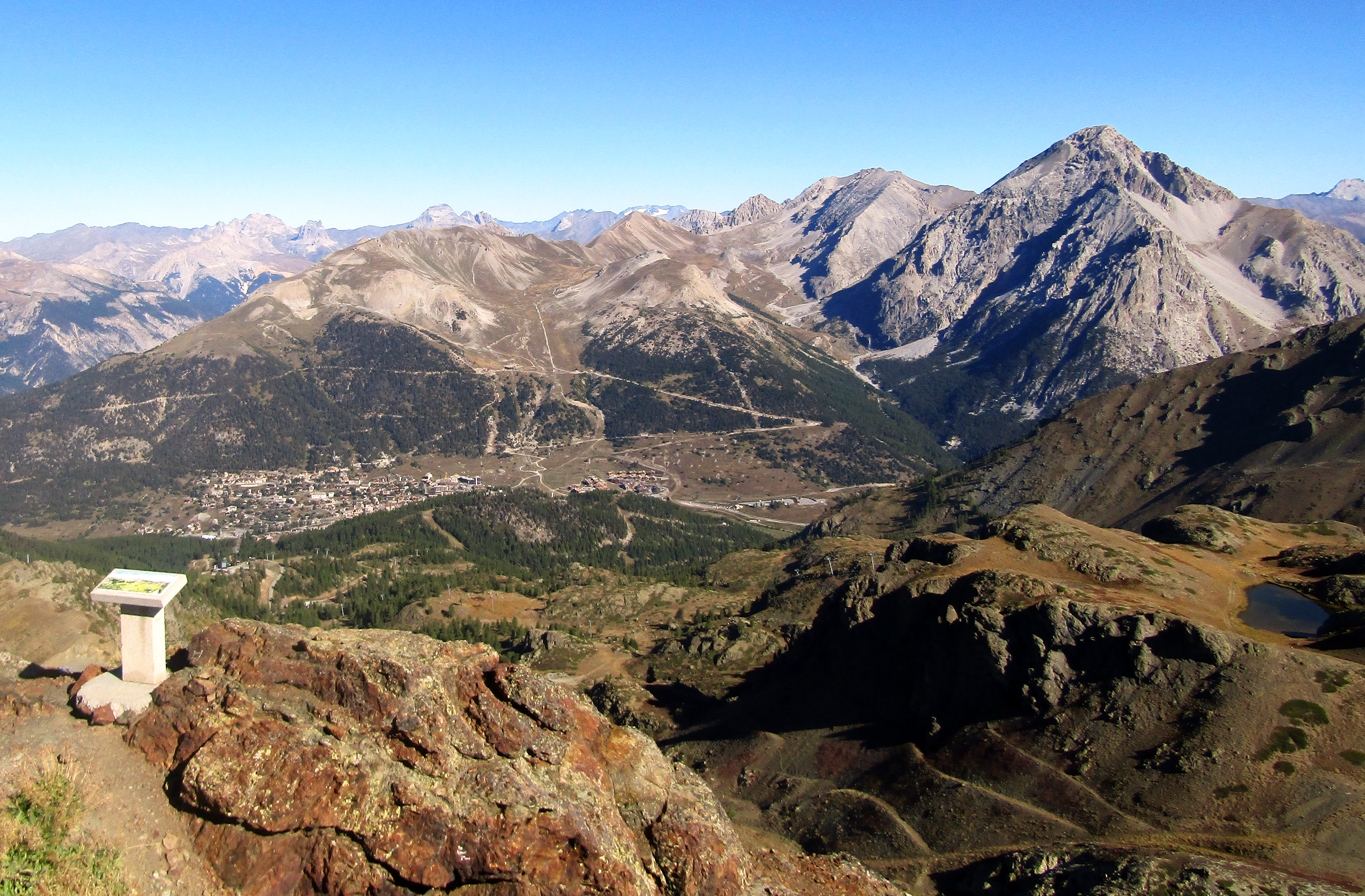
Panorama dalla cima, con Montgènevre e, a destra, lo Chaberton

Amministrativamente la montagna fa parte del Dipartimento delle Alte Alpi ed è collocata sulla Catena principale alpina nei pressi della frontiera con l'Italia. Si trova sul punto di convergenza tra la Valle di Susa, la valle della Durance e quella della Cerveyrette (tributaria della Durance). Verso nord lo spartiacque principale scende al Monginevro mentre a nord-est raggiunge il Monte Gimont. Ad ovest invece si stacca in corrispondenza dello Chenaillet il crinale 
Durance/Cerveyrette, che scende al Col du Gondran (2.323 m) e prosegue poi in direzione del Sommet des Anges e del Sommet de Château Jouan. Il fiume Durance sgorga dalle sue pendici occidentali mentre la Piccola Dora ha origine poco più a est, nel vallone compreso tra lo Chenaillet e il Mont Gimont.

## Geologia

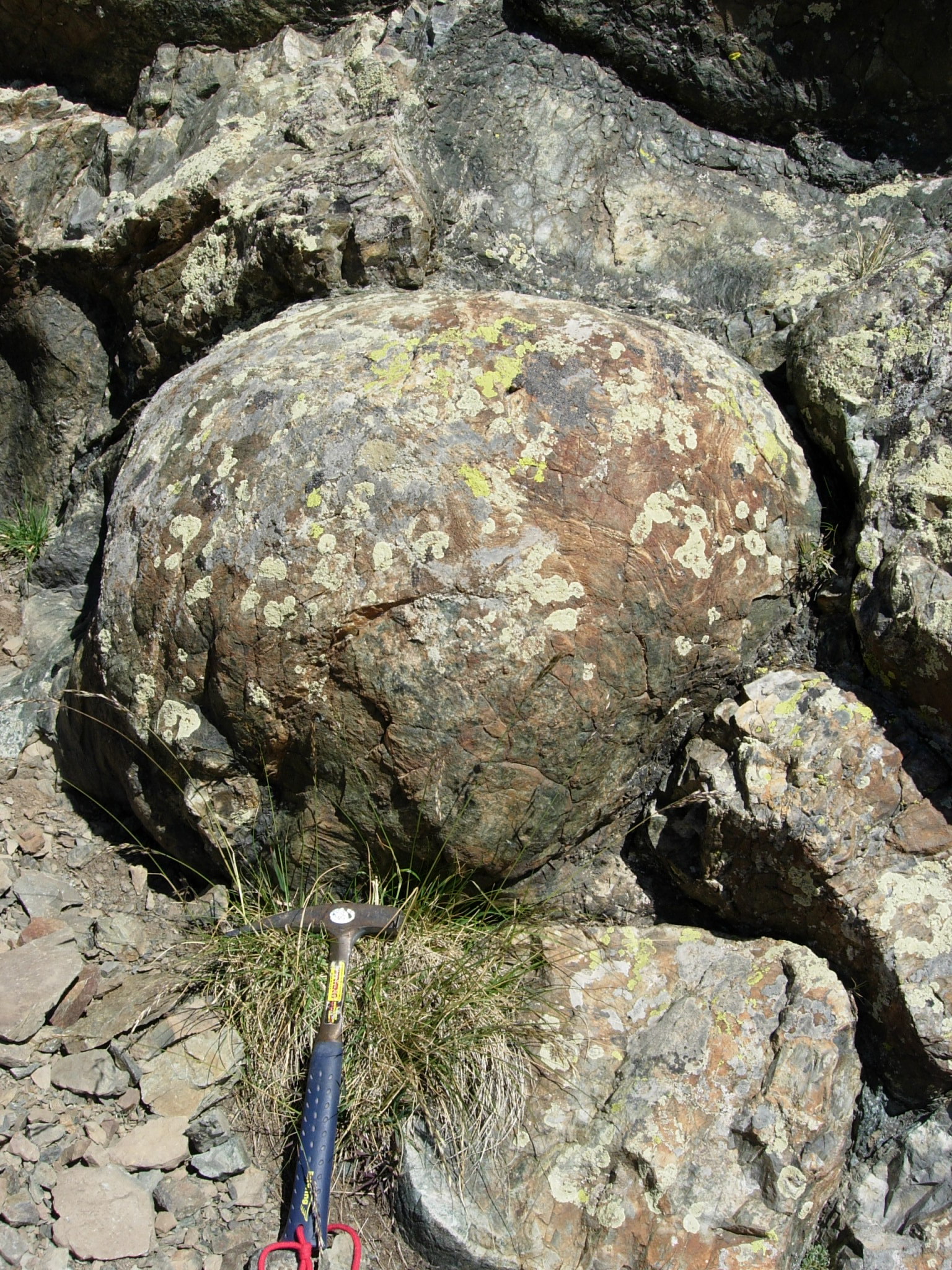
Affioramento di basalto a pillows, entro la serie ofiolitica di Chenaillet

Lo Chenaillet è una curiosità riconosciuta in geologia, infatti è costituito dai resti di un antico vulcano sottomarino risalente a circa 155 milioni di anni fa, sollevato sopra il livello del mare a causa della formazione della catena alpina. È possibile trovarvi degli ofioliti.

## Storia
Lo Chenaillet faceva parte del complesso sistema di difesa posto in essere dalla Francia nella zona del Briançonnais grazie alla sua posizione geografica sullo spartiacque, ma ben protetta da alte montagne. Dopo Luigi XIV, dai forti Vauban alla Linea Maginot l'opera di fortificazione della zona non è mai stata cessata fino alla Seconda Guerra mondiale da parte delle truppe transalpine.
Il vallone della Piccola Dora, compreso tra lo Chenaillet e il Monte Gimont, pur facendo idrograficamente parte del bacino del Po, apparteneva al territorio francese già prima del ritocco dei confini operato con il trattato del 1947 dopo la fine della Seconda guerra mondiale, come era stato ribadito dopo alcune controversie nel trattato di Parigi del 1814.

## Accesso alla vetta
Si può raggiungere lo Chenaillet per sentiero con partenza da varie località circostanti. La salita dal Monginevro è considerata di difficoltà escursionistica E.

## Cartografia
- Cartografia ufficiale francese dell'Institut géographique national (IGN),  consultabile online, su geoportail.gouv.fr.
- Istituto Geografico Centrale - Carta dei sentieri e dei rifugi scala 1:50.000 n. 1 Valli di Susa Chisone e Germanasca